# Prix de L'Actuelle
Pour un article plus général, voir L'Actuelle.
Le prix de L'Actuelle était un prix littéraire québécois. Il était géré par la maison d'édition L'Actuelle, située à Montréal.

## Lauréats
- 1971 - Gilbert Langlois - Le Domaine Cassaubon
- 1972 - Maurice Gagnon - Les Tours de Babylone
- 1973 - Clément Gaumont - La petite fleur du Vietnam
- 1974 - Raymond Plante - La Débarque